# سكوت فولي
سكوت فولي (بالإنجليزية: Scott Foley)‏ مواليد 15 يوليو 1972 في كانساس سيتي، الولايات المتحدة، هو ممثل أمريكي بدأ مسيرته الفنية سنة 1995.

## الأعمال

### أفلام
- صرخة 3 (2000)
- عاري (2017)

### مسلسلات
- خطوة بخطوة (1997) (بدور: جيريمي بيك)
- سكرابز (2002)
- هاوس (2005)
- الوحدة (2006)
- القانون والنظام: الوحدة الخاصة للضحايا (2009)
- غريز أناتومي (2010) (بدور: هنري بيرتون)
- دم حقيقي (2011)
- فضيحة (2013) (بدور: جيك بالارد)

## روابط خارجية
- سكوت فولي على موقع IMDb (الإنجليزية)
- سكوت فولي على موقع ألو سيني (الفرنسية)
- سكوت فولي على موقع ميوزك برينز (الإنجليزية)
- سكوت فولي على موقع أول موفي (الإنجليزية)
- سكوت فولي على موقع قاعدة بيانات برودواي على الإنترنت (الإنجليزية)
- سكوت فولي على موقع قاعدة بيانات الأفلام السويدية (السويدية)
- سكوت فولي على موقع إن إن دي بي (الإنجليزية)
- سكوت فولي على موقع قاعدة بيانات الفيلم (الإنجليزية)
- سكوت فولي على موقع كينوبويسك (الروسية)